# Liste des sites Ramsar aux Fidji
Cet article recense les zones humides des Fidji concernées par la convention de Ramsar.

## Statistiques
La convention de Ramsar est entrée en vigueur aux Fidji le 11 août 2006.
En janvier 2020, le pays compte 2 sites Ramsar, couvrant une superficie de 1 355,15 km2.

## Liste
| Site                                        | Division                | Notes | Date            | Superficie (km²) | Altitude (m) | Identifiant Ramsar | Identifiant WDPA | Coordonnées                       | Photo |
| ------------------------------------------- | ----------------------- | ----- | --------------- | ---------------- | ------------ | ------------------ | ---------------- | --------------------------------- | ----- |
| Zone de conservation de la haute-Navua (en) | Division centrale       |       | 11 avril 2006   | 6,15             | 47 - 110     | 1612               | 902884           | 18° 07′ 26″ sud, 177° 56′ 53″ est |       |
| Récif de Cakaulevu                          | Division septentrionale |       | 16 janvier 2018 | 1 349,00         | 0 - 196      | 2331               | 555629253        | 16° 22′ 01″ sud, 179° 02′ 20″ est |       |